# 영광묘량중학교
영광묘량중학교는 전라남도 영광군 묘량면 신천리 1014-1에 있었던 공립 중학교이다.

## 연혁
- 1971년 2월 2일 초대 김희복 교장 취임
- 1971년 3월 10일 영광묘량중학교 개교(3학급)(설립인가 1월 16일)
- 1974년 1월 10일 제1회 졸업식(124명)
- 1988년 3월 1일 특수학급 개설
- 1999년 9월 1일 제9대 이종천 교장 취임
- 2001년 9월 1일 제10대 김인숙 교장 취임
- 2002년 2월 15일 제29회 졸업식(21명)(총 3329명)
- 2002년 3월 1일 영광중, 영광여중으로 분산 통합